# کنستانتینوف (دهانه)
کنستانتینوف یک دهانه برخوردی در ماه‌ است.